# Chrám Uložení roucha Svaté Bohorodičky

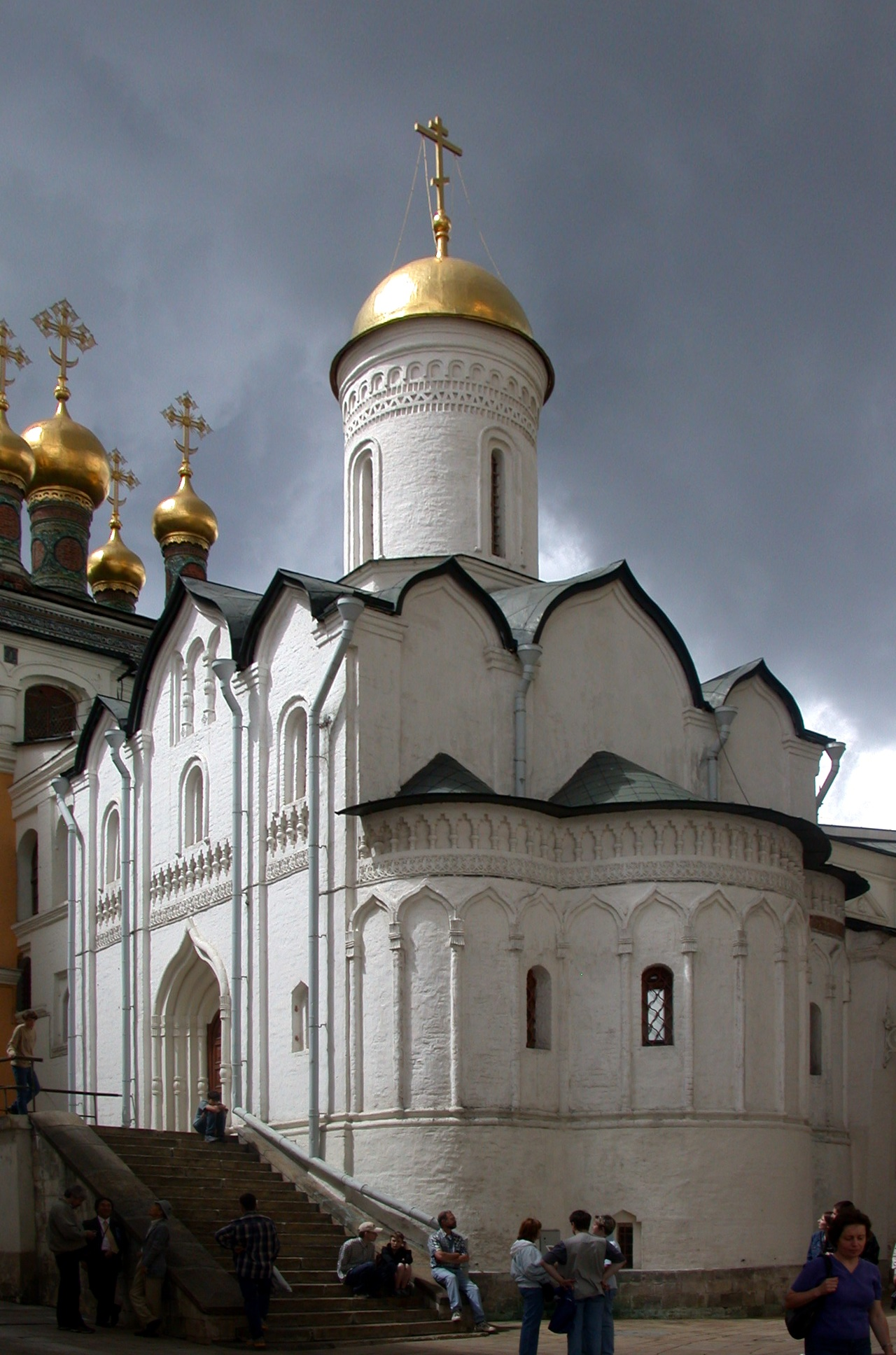
Chrám uložení roucha Přesvaté Bohorodičky

Chrám uložení roucha Přesvaté Bohorodičky (rusky Церковь Положения ризы Пресвятой Богородицы) je pravoslavný chrám v moskevském Kremlu na Chrámovém náměstí.

## Dějiny
Chrám postavili pskovští mistři v staroruském architektonickém stylu v letech 1484 až 1485, pravděpodobně z větší části stavitelé sousedního Chrámu Zvěstování.
Až do roku 1655 byl sídlem moskevských metropolitů a patriarchů. Pojmenován je podle byzantského svátku, čímž chtěla ruská pravoslavná církev poukázat na návaznost na Byzanc a její duchovní dědictví. Ikonostas pochází z roku 1627 a fresky zobrazují události ze života Krista a Bohorodičky. Chrám má jednu kupoli, čímž se odlišuje od ostatních známějších chrámů na Chrámovém náměstí.
Po roce 1917 byl chrám uzavřen a od roku 1945 sloužil jako muzeum umění.

## Současnost
Vedle chrámu se v současnosti nachází muzeum sakrálních předmětů. Oproti ostatním honosně vyzdobeným chrámům je skromněji vyzdoben v duchu lidových puristických zásad pravoslavné církve v Rusku.